# Michael von Zierotin
Michael von Zierotin (zm. 1779) – młodszy z synów Franza Ludwiga von Zierotina i Luise Karoline von Zierotin (z linii z Velkich Losin).

## Życiorys
W latach 1731–1748, wspólnie z bratem Franzem, był dziedzicem dóbr po swoim ojcu Franzu Ludwigu, w tym dóbr niemodlińskich. Z uwagi na niepełnoletniość braci dobrami do roku 1743 administrowała jego matka, przy znacznej pomocy swojego brata Johanna Ludwiga z Velkich Losin. W wyniku dokonanego w 1748 podziału Michael von Zierotin objął niemodlińsko-tułowicką część dóbr. Po bezpotomnej śmierci brata w 1755 objął we władanie także dobra leżące na Morawach i tam osiadł w Meziřicach, należących do rodu Valašskich. Zmarł bezpotomnie w 1779, będąc kawalerem. W testamencie spadkobiercą swych dóbr morawskich uczynił Ludwiga Antona von Zierotina, bratanka swej matki (syna Johanna Ludwiga von Zierotina). Dobra niemodlińsko-tułowickie otrzymał Jan Nepomucen II Carl Praschma, syn siostry Michaela, Marianny, oraz Jana Nepomucena I Ferdynanda Praschmy z Frydka.